# Wentworth Dillon
Pour les articles homonymes, voir Dillon.
Wentworth Dillon, 4e comte de Roscommon, est un poète, né en Irlande vers 1633 et mort le 18 janvier 1685.

## Biographie
Il était neveu de Thomas Wentworth, comte de Strafford, gouverneur de l'Irlande. Il étudia en France pendant l'émigration des Stuarts, rentra en Angleterre à la Restauration, fut fort bien accueilli de Charles II, qui le nomma capitaine dans sa garde, occupa différents postes, soit auprès du duc d'Ormond en Irlande, soit auprès de la duchesse d'York. Il mena, comme presque tous les courtisans de Charles II, une vie fort dissipée. 

## Œuvres
Il a laissé un Essai sur la traduction en vers, des traductions de l’Art poétique d'Horace et de la 6e Églogue de Virgile. Ses poésies se font remarquer par la correction. On joint ordinairement ses œuvres à celles de Rochester, son ami. 

## Source
Cet article comprend des extraits du Dictionnaire Bouillet. Il est possible de supprimer cette indication, si le texte reflète le savoir actuel sur ce thème, si les sources sont citées, s'il satisfait aux exigences linguistiques actuelles et s'il ne contient pas de propos qui vont à l'encontre des règles de neutralité de Wikipédia.
- VIAF
- ISNI
- BnF (données)
- IdRef
- LCCN
- GND
- Belgique
- Pays-Bas
- Pologne
- Israël
- NUKAT
- Australie
- WorldCat